# Chalco (municipi)
Chalco (del nàhuatl, que vol dir Lloc de arena) és un municipi metropolità de l'estat de Mèxic, que forma part de l'àrea metropolitana de la ciutat de Mèxic. Chalco de Díaz Covarruvias és el cap de municipi i principal centre de població d'aquesta municipalitat.
Aquest municipi es troba a la part nord-central de l'estat de Mèxic. Limita al nord amb els municipis de Ixtapaluca i Temamatla, al sud amb Tlalmanalco, a l'oest amb Lerma i a l'est amb La Paz. Dista de la capital de l'estat uns trenta-vuit quilòmetres